# Versailles of the Dead
Versailles of the Dead (ベルサイユオブザデッド Berusaiyu obu za Deddo?) es una serie de manga escrita e ilustrada por Kumiko Suekane. Fue serializada en la revista Hibana de la editorial Shōgakukan desde el 7 de enero de 2016 hasta septiembre de 2017, cuando fue transferida a la revista Ura Sunday de la misma editorial.

## Argumento
En su camino a Francia para casarse con el delfín Luis, el carruaje de la archiduquesa María Antonieta es interceptado por una horda de zombis. El único sobreviviente del ataque es el hermano gemelo de María Antonieta, Albert, quien decide tomar el lugar de su fallecida hermana. Ahora en el corazón de la corte real francesa, Albert deberá enfrentarse a los horrores de los muertos vivientes como el hombre que algún día será reina de Francia. Sin embargo, miembros de la casa real cuestionan si Albert está en condiciones de gobernar, pero lo más importante es que sospechan que asesinó a su hermana por celos.

## Personajes
Albert (アルベルト Arubāto?)
Archiduque de Austria y hermano gemelo de María Antonieta. Toda su vida vivió bajo el control de su hermana y debido a su parecido físico con esta, numerosas veces actuó como su doble, un hecho que resentía. Toma el lugar de María Antonieta tras su muerte y se convierte en delfina de Francia luego de casarse con Luis Augusto.
María Antonieta (マリー・アントワネット Marī Antowanetto?)
Archiduquesa de Austria y hermana gemela de Albert. Manipuladora y despreocupada, fue prometida en matrimonio con el delfín Luis como parte de una alianza entre Francia y Austria. Supuestamente muere tras un ataque de zombis mientras se dirigía a Francia para casarse, sin embargo, se insinúa que en realidad fue asesinada por Albert.
Bastien (バスティアン Basutian?)
Miembro de la guardia real del palacio. Es asignado como guardia personal de Albert, de quien desconfía debido a las misteriosas circunstancias que rodean la muerte de María Antonieta. Tras ser asesinado por Albert, vuelve a la vida y se convierte en su marioneta.
Luis Augusto (ルイ・オーギュスト Rui Ōgyusuto?)
Delfín de Francia y nieto de Luis XV. 
Luis XV (ルイ15世 Rui 15-sei?)
Rey de Francia y abuelo del delfín Luis. Tras enterarse de la muerte de María Antonieta, decide no hacer públicas las noticias y casar a su nieto con Albert, puesto que la muerte de una princesa del imperio austríaco en suelo francés traería mala fama al reino. 
Madame du Barry (デュ・バリー夫人 Deyu Barī-fujin?)
Amante favorita de Luis XV. 
Gerard (ジェラール Jerāru?)
Miembro de la guardia real del palacio y amigo de Bastian. 
Angelo (アンジェロ Anjero?)
Dominic (ドミニク Dominiku?)
Adélaide (アデライード Aderaīdo?)
Hija de Luis XV y tía de Luis Augusto. Junto a sus hermanas, es una de las pocas personas que conoce la verdadera identidad de la delfina.
Victoire (ヴィクトワ Vuikutowa?)
Hija de Luis XV y tía de Luis Augusto. Junto a sus hermanas, es una de las pocas personas que conoce la verdadera identidad de la delfina.
Sophie (ソフィー Sofī?)
Hija de Luis XV y tía de Luis Augusto. Junto a sus hermanas, es una de las pocas personas que conoce la verdadera identidad de la delfina.

## Media

### Manga
Escrito e ilustrado por Kumiko Suekane, el manga fue publicado en la revista Hibana de la editorial Shōgakukan entre enero de 2016 y septiembre de 2017, cuando la revista cerró y pasó a ser publicado en la revista Ura Sunday, también de Shōgakukan. Ha sido licenciado para su publicación en Estados Unidos por Seven Seas Entertainment, mientras que en Francia lo ha sido por Kana.

#### Lista de volúmenes
| N.º | Título      | Fecha de lanzamiento | ISBN original          |
| --- | ----------- | -------------------- | ---------------------- |
| 1   | «Volumen 1» | 12 de enero de 2017  | ISBN 978-4-09-187666-9 |
| 2   | «Volumen 2» | 12 de enero de 2018  | ISBN 978-4-09-189829-6 |